# Cayratia wrayi
Cayratia wrayi är en vinväxtart som först beskrevs av George King, och fick sitt nu gällande namn av François Gagnepain. Cayratia wrayi ingår i släktet Cayratia och familjen vinväxter. Inga underarter finns listade i Catalogue of Life.